# GetRight
 (septembre 2012).
Pour l’article homonyme, voir Get Right.
GetRight est un gestionnaire de téléchargement pour Microsoft Windows distribué en partagiciel (shareware, en anglais). Lancé en 1997, le logiciel permet d'interrompre et de reprendre des téléchargements.

## Histoire
GetRight est lancé dans version 1 en février 1997, après que l'auteur, Michael Burford, n'arrive pas à terminer un téléchargement. Ces premières versions fonctionnent sur les plateformes Windows 3.1 et Windows 95. D'après son auteur, GetRight est le premier « gestionnaire de téléchargement ».
À partir des versions de Netscape 1.0 et Internet Explorer 4.0, GetRight a pu interagir avec ces navigateurs: le fait de stopper un téléchargement sur le navigateur mettait le téléchargement en pause sur GetRight.

## Fonctionnalités
GetRight est capable 
- de mettre en pause et de reprendre un téléchargement
- de télécharger à partir de plusieurs serveurs simultanément (permettant ainsi de l’accélérer) en utilisant une méthode de segmentation des fichiers (en:Segmented file transfer (en))
- de planifier l'heure de départ et d'arrêt des téléchargements, ou de couper le modem lorsque les téléchargements sont terminés
- d'interagir avec les navigateurs Mozilla Firefox et Microsoft Internet Explorer avec l'extension FlashGet
- supporter le protocole BitTorrent, Metalink et le support de podcast (par vérification des checksums MD5 et SHA-1)

## Versions
La version 6 est disponible sous deux modes : 
- une version standard
- une version pro qui contient de nouvelles fonctionnalités : upload, utilisation de scripts pour programmer des tâches, serveur web, capacité à agir comme un proxy ou travailler en mode client / serveur sur un réseau

## Concurrents
Parmi les autres gestionnaires de téléchargement disponibles :
- Free Download Manager
- BitTorrent
- BitComet